# Lumacaftor/ivacaftor
Lumacaftor/ivacaftor es una combinación de medicamentos que se utiliza para el tratamiento de determinados casos de fibrosis quística. Se vende en forma de comprimidos con el nombre comercial de Orkambi.

## Indicaciones
Únicamente está indicado para el tratamiento de aquellos pacientes afectos de fibrosis quística que son homocigóticos para la mutación F508 del gen CFTR (regulador de la conductancia transmembrana de la fibrosis quística). Se han descrito más de 1000 mutaciones diferentes en el gen CFTR que pueden causar la enfermedad.
La mutación F508 está presente en alrededor del 50% de todos los casos de fibrosis quística, sin embargo existen grandes diferencias entre las diferentes regiones geográficas del mundo, por ejemplo en Dinamarca está presente en más del 87% de los pacientes, en Turquía en menos del 21% y en España en el 28%. La enfermedad solo se manifiesta en los individuos que son homocigóticas (presentan 2 copias anómalas del gen). En la población española, se estima que la incidencia de fibrosis quística es de un caso de cada 5 000 nacidos vivos.

## Mecanismo de acción
- Ivacaftor: Su acción se basa en la potenciación de la proteína CFTR cuya función se realiza defectuosamente en los pacientes afectados por la enfermedad. La fibrosis quística está causada por una mutación en el gen CFTR que origina alteraciones en los canales proteicos celulares que intervienen en la producción de moco y secreciones digestivas, debido a ello estos pacientes producen un moco en las vías respiratorias más espeso de lo normal. El ivacaftor mejora el transporte de iones a través de los canales proteicos, haciendo que el moco secretado sea más fluido, disminuyendo por lo tanto los síntomas respiratorios y el número de infecciones respiratorias graves.

- Lumacaftor. Su efecto terapéutico se debe a que incremente la cantidad de proteína CFTR funcional en la superficie celular. Se desconoce el mecanismo exacto por el que provoca dicha acción.

## Presentación
El fármaco se presenta en forma de comprimidos que contienen 200 mg de lumacaftor y 125 mg de ivacaftor, para niños mayores de 12 años y adultos,  o 100 mg de lumacaftor y 125 mg de ivacaftor, para niños con edades comprendidas entre los 6 y 11 años.

## Efectos secundarios
En algunos casos el medicamento altera la función del hígado y produce elevación de transaminasas, por ello no debe emplearse en aquellas personas que padezcan enfermedades graves de este órgano, como cirrosis hepática. Se han notificado casos de catarata en algunos pacientes en tratamiento con la asociación lumacaftor/ivacaftor, por ello se recomiendan revisiones visuales periódicas